# Colby O’Donis
Colby O’Donis Colón (* 14. März 1989 in Queens, New York) ist ein US-amerikanischer Sänger. Er wurde genau wie Lady Gaga von Sänger Akon entdeckt, und unter Vertrag genommen. Just Dance zählt zu seinen bisher größten Hits.

## Karriere
Er ist bei dem Label Konvict unter Vertrag, das seinem Mentor dem Popstar Akon gehört. O’Donis vereint die Musikstile Pop/R’n’B in seiner Musik. 2008 brachte Colby O’Donis mit Akon einen Song namens What You Got auf den Markt, der im Juni des Jahres bis auf Platz 14 der Billboard Hot 100 stieg. Mit Lady Gaga und Akon hat er die Single Just Dance aufgenommen, die in mehreren Ländern auf Platz eins stieg. In Amerika erschien am 11. August 2008 seine Single Dont Turn Back und am 16. September 2008 sein Debütalbum Colby O. Dieses Album wurde unter anderem von Akon und T-Pain produziert. Das Album erreichte Platz 42 in den US-amerikanischen Billboard-200-Album-Charts und erschien am 12. November 2008 in Deutschland. Am 13. Dezember 2008 veröffentlichte O’Donis die Single Corazon vorerst im Vereinigten Königreich, die er zusammen mit Prima J und Jan Vollers in Florida aufgenommen hatte. Am 6. Januar erschien die 3. Singleauskopplung Beautiful aus Akons Studioalbum Freedom, die Colby O’Donis zusammen mit Akon und Kardinal Offishall aufgenommen hatte.
Seit 2009 arbeitet Colby O’Donis unter anderem zusammen mit Jan Vollers an seinem neuen zweiten Album, das den bereits veröffentlichten Titel I Wanna Touch enthalten wird. Ende 2009 veröffentlichte Colby außerdem zusammen mit Brooke Hogan den Titel Hey Yo.
Aus privaten Gründen wurde es um O' Donis sehr ruhig, und er hat sich ein wenig aus dem öffentlichen Leben zurückgezogen. 2016 erschien erstmals nach einiger Zeit der Song The Bed mit Rapper The Fluent.

## Diskografie
Alben
- 2008: Colby O

Singles
- 2008: What You Got (feat. Akon)
- 2008: Don’t Turn Back
- 2009: Let You Go
- 2010: I Wanna Touch You

Gastbeiträge
- 2008: Just Dance (Lady Gaga feat. Colby O’Donis)
- 2008: Beautiful (Akon feat. Colby O’Donis & Kardinal Offishall)
- 2009: Hey Yo! (Brooke Hogan feat. Colby O’Donis)